# Hymenogasteraceae
Hymenogasteraceae is een familie van schimmels behorend tot de orde van boleten (Boletales). In Nederland komen er geen soorten uit deze familie voor.

## Geslachten
De familie Hymenogasteraceae bestaat uit de volgende geslachten:
- Amogaster
- Cortinomyces
- Quadrispora
- Timgrovea